# Cassipourea lanceolata
Cassipourea lanceolata är en tvåhjärtbladig växtart som beskrevs av Louis René Tulasne. Cassipourea lanceolata ingår i släktet Cassipourea, och familjen Rhizophoraceae. Inga underarter finns listade i Catalogue of Life.